# Callopanchax
Callopanchax es un género de peces de agua dulce de la familia notobránquidos en el orden de los ciprinodontiformes, que se distribuyen por ríos de Liberia, Guinea y Sierra Leona.

## Hábitat
Viven en estanques, pantanos y partes pantanosas de arroyos en la selva y la sabana boscosa húmeda.

## Especies
Se conocen cinco especies válidas en este género:
- Callopanchax huwaldi (Berkenkamp y Etzel, 1980)
- Callopanchax monroviae (Roloff y Ladiges, 1972)
- Callopanchax occidentalis (Clausen, 1966) - Pez-almirante faisán-dorado
- Callopanchax sidibeorum (Sonnenberg y Busch, 2010)
- Callopanchax toddi (Clausen, 1966)